# Tour de France 2015/1. Etappe
Die 1. Etappe der Tour de France 2015 fand am 4. Juli 2015 statt und war ein 13,8 Kilometer langes Einzelzeitfahren in der niederländischen Stadt Utrecht. Es war das einzige Einzelzeitfahren bei der 102. Ausgabe der Tour de France, die zuletzt 2012 und 2010 mit einem Zeitfahren eröffnet wurde. Nach 7,1 Kilometern gab es eine Zwischenzeit. Neben der auch für die Punktewertung relevanten Tageswertung wurden in keiner weiteren Kategorie Punkte vergeben. Alle 198 gemeldeten Fahrer gingen an den Start.

## Rennverlauf
Der früh gestartete Niederländer Jos van Emden stellte die erste länger bestehende Bestzeit im Ziel auf und fuhr die ersten 7,1 Kilometer am schnellsten. Van Emdens Zeit wurde danach von Rohan Dennis im Ziel unterboten, der sich mit seiner Zeit von 14:56 Minuten und einer Durchschnittsgeschwindigkeit von 55,446 Kilometern pro Stunde den Tagessieg sowie das Gelbe, Grüne und das Weiße Trikot sicherte. Die ursprünglich als Favoriten auf den Tagessieg gehandelten Tony Martin, Fabian Cancellara und Tom Dumoulin sortierten sich hinter Dennis auf den Plätzen zwei bis vier ein, danach folgte van Emden.
Von den Favoriten auf den Gesamtsieg handelte sich keiner bereits auf der ersten Etappe einen zu großen Rückstand ein.
Rohan Dennis stellte mit einer Durchschnittsgeschwindigkeit von 55,446 Kilometern pro Stunde einen neuen Rekord für Einzelzeitfahren in der Tour-Geschichte auf.